# Sent Martin de Bovaus
Sent Martin de Bovaus (en francès Saint-Martin-de-Boubaux) és un municipi del departament francès del Losera, a la regió d'Occitània.